# Нижний Бишкин
Нижний Бишкин (укр. Нижній Бишкин; до 1946 года Нижне-Русский либо Нижнерусский Бишкин) — село в Чугуевском районе Харьковской области Украины. До реформы 2015—2020 гг. входило в Нижнебишкинский сельский совет Змиёвского района.

## Географическое положение
Село Нижний Бишкин находится в балке Бишкин на правом берегу реки Северский Донец в месте впадения в неё реки Бишкин,
выше по течению Донца на расстоянии в 4,5 км расположено село Сухая Гомольша,
ниже по течению на расстоянии в 7 км — село Геёвка,
на противоположном берегу расположено село Черкасский Бишкин,
выше по течению реки Бишкин на расстоянии в 6 км расположено село Верхний Бишкин (Первомайский район).
Часть села, расположенная на левом берегу реки Бишкин, раньше называлась село Глинище.

## Происхождение названия
В некоторых документах село называется Нижний Бышкин.
Изначально и до второй половины 19 века называлось Средне-Русский либо просто Русский,, так как было населено казаками и однодворцами-выходцами из русских губерний и находилось посреди — между Верхне-Русским (у истока Бишкина) и Черкасским (за устьем) Бишкином.
С конца 19 века по 1946 год село называлось Нижне-Русский Бишкин, так как находилось в нижнем течении (у устья) реки Бишкин.
"Биш кин" в переводе с крымскотатарского языка - "пять не́навистей".
На территории нынешней Украины имеются несколько населённых пунктов, в названии которых есть слово Бишкин.

## История
- 1730 — дата основания села Русский Бишкин.[1]
- Являлось селом Лиманской волости Змиевского уезда Харьковской губернии Российской империи.
- В середине 19 века в Русском Бишкине были православная церковь и несколько ветряных мельниц.[2]
- В 1869 году село называлось Средне-Русский Бишкин.[2]
- Во время Великой Отечественной войны село находилось под немецкой оккупацией. В период оккупации село являлось одной из опорных баз советского партизанского отряда, которым командовал Я. А. Брехунец[10].
- В 1946 г. Указом ПВС УССР село Нижне-Русский Бишкин переименовано в Нижний Бишкин[11].
- В 1966 году численность населения составляла 655 человек (в основном русских[10]); здесь действовали колхоз имени XX партсъезда (имевшего на балансе 6 тыс. гектаров сельскохозяйственных земель и специализировавшегося на выращивании свиней), имевшие на балансе 6496 га земли, а также восьмилетняя школа, библиотека и клуб[10].
- Население по переписи 2001 года составляло 583 человек.
- До 2020 года являлся административным центром Нижнебишкинского сельского совета, в который, кроме того, входили сёла Геёвка, Сухая Гомольша и Черкасский Бишкин.
- С 2021 года входит в ... громаду (общину).

## Экономика
- Молочно-товарная и свинотоварная фермы.
- Садовые участки.
- Ткацкая фабрика

## Объекты социальной сферы
- Школа.
- Спортивная площадка.
- Нижнебишкинская амбулатория семейной медицины.
- Почта.
- Дом культуры.
- Библиотека.